# شرطه
شرطه نهادی برقرار کرده نظم و امنیت شهری در دوران خلافت است که تأسیس آن به زمان خلافت راشدین می‌رسد. این نهاد به دیگر نهادهای حکومتی نظیر قضات نیز یاری می‌کرد و نقش پلیس را ایفا می‌نمود. در دوران خلافت علی بن ابی طالب، نیروی شرطه تحت عنوان شرطة الخمیس فعالیت می‌کرد. در دوران عباسیان نیز شرطة البغداد ایجاد شد. این نهاد در آن دوره در حدی قدرت داشت که منصور دوانیقی آن را یکی از چهار نهاد اصلی حکومت می‌دانست. از زمان منصور تا خلافت مأمون همه فرماندهان شرطه از عرب بودند. در زمان خلافت مأمون، طاهر بن حسین به فرماندهی شرطه بغداد منصوب و این سمت به‌طور موروثی برای حدود چند دهه تا خلافت معتضد، جز مدت کوتاهی، در خاندان طاهری باقی ماند. پس از آن فرماندهی شرطه بغداد در اختیار ترکان قرار گرفت.